# Alexander Schlager
Alexander Schlager (Salzburg, 1 februari 1996) is een Oostenrijks voetballer die speelt als doelman. In juli 2023 verruilde hij LASK voor Red Bull Salzburg. Schlager maakte in 2020 zijn debuut in het Oostenrijks voetbalelftal.

## Clubcarrière
Schlager speelde in de jeugd van ASK Salzburg en kwam op negenjarige leeftijd terecht in de opleiding van Red Bull Salzburg. In de zomer van 2014 ging hij op huurbasis spelen bij RB Leipzig. Hier kwam hij niet verder dan de jeugdteams. Bij SV Grödig kwam hij wel in actie, nadat die club hem een jaar later had gehuurd. Bij Grödig maakte hij zijn debuut in de Bundesliga, op 25 juli 2015. Op die dag werd met 2–1 gewonnen van Rheindorf Altach. Schlager mocht in de basis beginnen en stond het gehele duel onder de lat. In het seizoen 2016/17 werd de sluitpost voor de derde maal verhuurd, dit keer aan Floridsdorfer, uitkomend op het tweede niveau. In de zomer van 2017 liep het contract van Schlager bij Red Bull Salzburg af en hierop tekende hij voor drie seizoenen bij LASK. Deze verbintenis werd in september 2018 met een jaar verlengd en in september 2019 kwamen er nog twee seizoenen bovenop. Na afloop van dit contract keerde Schlager transfervrij terug bij Red Bull Salzburg.

## Clubstatistieken
| Seizoen | Club              | Competitie    | Competitie | Competitie | Beker | Beker | Internationaal | Internationaal | Totaal | Totaal |
| Seizoen | Club              | Competitie    | Wed.       | Dlp.       | Wed.  | Dlp.  | Wed.           | Dlp.           | Wed.   | Dlp.   |
| ------- | ----------------- | ------------- | ---------- | ---------- | ----- | ----- | -------------- | -------------- | ------ | ------ |
| 2013/14 | Red Bull Salzburg | Bundesliga    | 0          | 0          | 0     | 0     | 0              | 0              | 0      | 0      |
| 2014/15 | → RB Leipzig      | 2. Bundesliga | 0          | 0          | 0     | 0     | —              | —              | 0      | 0      |
| 2015/16 | → SV Grödig       | Bundesliga    | 10         | 0          | 0     | 0     | —              | —              | 10     | 0      |
| 2016/17 | → Floridsdorfer   | Erste Liga    | 23         | 0          | 1     | 0     | —              | —              | 24     | 0      |
| 2017/18 | LASK              | Bundesliga    | 1          | 0          | 0     | 0     | —              | —              | 1      | 0      |
| 2018/19 | LASK              | Bundesliga    | 31         | 0          | 5     | 0     | 4              | 0              | 40     | 0      |
| 2019/20 | LASK              | Bundesliga    | 32         | 0          | 4     | 0     | 14             | 0              | 50     | 0      |
| 2020/21 | LASK              | Bundesliga    | 30         | 0          | 6     | 0     | 8              | 0              | 44     | 0      |
| 2021/22 | LASK              | Bundesliga    | 33         | 0          | 4     | 0     | 11             | 0              | 49     | 0      |
| 2022/23 | LASK              | Bundesliga    | 25         | 0          | 5     | 0     | —              | —              | 30     | 0      |
| 2023/24 | Red Bull Salzburg | Bundesliga    | 28         | 0          | 5     | 0     | 6              | 0              | 39     | 0      |
| 2024/25 | Red Bull Salzburg | Bundesliga    | 4          | 0          | 1     | 0     | 2              | 0              | 7      | 0      |
| Totaal  | Totaal            | Totaal        | 217        | 0          | 31    | 0     | 45             | 0              | 293    | 0      |

Bijgewerkt op 28 november 2024.

## Interlandcarrière
Schlager maakte zijn debuut in het Oostenrijks voetbalelftal op 16 november 2019, toen een kwalificatiewedstrijd voor het EK 2020 gespeeld werd tegen Noord-Macedonië. Namens Oostenrijk kwamen David Alaba en Stefan Lainer tot scoren, terwijl Vlatko Stojanovski zorgde voor een tegendoelpunt: 2–1. Schlager mocht van bondscoach Franco Foda in de basis beginnen en speelde het gehele duel mee.
Schlager werd in mei 2021 door Foda opgenomen in de selectie van Oostenrijk voor het uitgestelde EK 2020. Tijdens het EK werd Oostenrijk uitgeschakeld in de achtste finales door Italië (2–1). In de groepsfase had het gewonnen van Noord-Macedonië (3–1) en Oekraïne (0–1) en verloren van Nederland (2–0). Schlager kwam niet in actie tijdens deze wedstrijden.
| Interlands van Alexander Schlager voor Oostenrijk | Interlands van Alexander Schlager voor Oostenrijk | Interlands van Alexander Schlager voor Oostenrijk | Interlands van Alexander Schlager voor Oostenrijk | Interlands van Alexander Schlager voor Oostenrijk | Interlands van Alexander Schlager voor Oostenrijk | Interlands van Alexander Schlager voor Oostenrijk |
| №                                                 | Datum                                             | Wedstrijd                                         | Uitslag                                           | Competitie                                        | Goals                                             |                                                   |
| Als speler bij LASK                               | Als speler bij LASK                               | Als speler bij LASK                               | Als speler bij LASK                               | Als speler bij LASK                               | Als speler bij LASK                               | Als speler bij LASK                               |
| ------------------------------------------------- | ------------------------------------------------- | ------------------------------------------------- | ------------------------------------------------- | ------------------------------------------------- | ------------------------------------------------- | ------------------------------------------------- |
| 1                                                 | 16 november 2019                                  | Oostenrijk – Noord-Macedonië                      | 2 – 1                                             | EK 2020 kwalificatie                              |                                                   |                                                   |
| 2                                                 | 4 september 2020                                  | Noorwegen – Oostenrijk                            | 1 – 2                                             | Nations League 2020/21                            |                                                   |                                                   |
| 3                                                 | 7 september 2020                                  | Oostenrijk – Roemenië                             | 2 – 3                                             | Nations League 2020/21                            |                                                   |                                                   |
| 4                                                 | 25 maart 2021                                     | Schotland – Oostenrijk                            | 2 – 2                                             | WK 2022 kwalificatie                              |                                                   |                                                   |
| 5                                                 | 28 maart 2021                                     | Oostenrijk – Faeröer                              | 3 – 1                                             | WK 2022 kwalificatie                              |                                                   |                                                   |
| 6                                                 | 31 maart 2021                                     | Oostenrijk – Denemarken                           | 0 – 4                                             | WK 2022 kwalificatie                              |                                                   |                                                   |
| 7                                                 | 16 november 2022                                  | Andorra – Oostenrijk                              | 0 – 1                                             | Vriendschappelijk                                 |                                                   |                                                   |
| 8                                                 | 17 juni 2023                                      | België – Oostenrijk                               | 1 – 1                                             | EK 2024 kwalificatie                              |                                                   |                                                   |
| 9                                                 | 20 juni 2023                                      | Oostenrijk – Zweden                               | 2 – 0                                             | EK 2024 kwalificatie                              |                                                   |                                                   |
| Als speler bij Red Bull Salzburg                  |                                                   |                                                   |                                                   |                                                   |                                                   |                                                   |
| 10                                                | 12 september 2023                                 | Zweden – Oostenrijk                               | 1 – 3                                             | EK 2024 kwalificatie                              |                                                   |                                                   |
| 11                                                | 13 oktober 2023                                   | Oostenrijk – België                               | 2 – 3                                             | EK 2024 kwalificatie                              |                                                   |                                                   |
| 12                                                | 16 oktober 2023                                   | Azerbeidzjan – Oostenrijk                         | 0 – 1                                             | EK 2024 kwalificatie                              |                                                   |                                                   |
| 13                                                | 16 november 2023                                  | Estland – Oostenrijk                              | 0 – 2                                             | EK 2024 kwalificatie                              |                                                   |                                                   |
| 14                                                | 21 november 2023                                  | Oostenrijk – Duitsland                            | 2 – 0                                             | Vriendschappelijk                                 |                                                   |                                                   |
| 15                                                | 26 maart 2024                                     | Oostenrijk – Turkije                              | 6 – 1                                             | Vriendschappelijk                                 |                                                   |                                                   |
| 16                                                | 10 oktober 2024                                   | Oostenrijk – Kazachstan                           | 4 – 0                                             | Nations League 2024/25                            |                                                   |                                                   |
| 17                                                | 14 november 2024                                  | Kazachstan – Oostenrijk                           | 0 – 2                                             | Nations League 2024/25                            |                                                   |                                                   |

Bijgewerkt op 28 november 2024.